# Peter Heller
Pour les articles homonymes, voir Heller.
Œuvres principales
- La Constellation du chien

Peter Heller, né le 13 février 1959 à New York, est un écrivain américain de récits d'aventures et de romans.
Il vit actuellement à Denver.

## Biographie

### Jeunesse
Peter Heller est né à New York. Il suit ses études secondaires dans le Vermont puis rentre au Dartmouth College, dans le New Hampshire. C'est là qu'il se découvre une passion pour la nature et les sports en extérieur, en particulier le kayak de rivière.
Il parcourt ensuite le monde sur son kayak et relate dans divers magazines ses aventures sur le Pamir, les monts Tian, dans le Caucase, en Amérique centrale et au Pérou.
À l'Iowa Writers' Workshop, il est diplômé en fiction et poésie.

### Récits de voyage
Au cours de ses voyages, il a exercé de nombreux métiers : plongeur, maçon, bûcheron, pêcheur en mer, moniteur de kayak, guide de rivière et livreur de pizzas. Certaines de ces histoires se trouvent dans son récit Set Free in China, Sojourns on the Edge. En 2002, il participe à une expédition en kayak dans le canyon du Yarlung Tsangpo, au Tibet, de laquelle naîtra le livre Hell or High Water: Surviving Tibet’s Tsangpo River.
En décembre 2005, il est envoyé par National Geographic rejoindre l'équipage d'un navire "éco-pirate" appartenant à la Sea Shepherd Conservation Society pour retrouver une flotte de baleiniers japonais et empêcher le massacre de baleines pilotes. Le livre The Whale Warriors: The Battle at the Bottom of the World to Save the Planet’s Largest Mammals, qui relate ces événements, est publié en 2007.
Au printemps 2007, Heller est invité à participer au tournage clandestin du film The Cove dans la baie de Taiji, au Japon, où sont massacrés chaque année quelque 23 000 dauphins. Il décrit son expérience dans le magazine Men’s Journal (en).
En 2010, Heller publie Kook: What Surfing Taught Me about Love, Life, and Catching the Perfect Wave, qui raconte comment, en partant de Californie, il a descendu la côte en surf pour rejoindre le Mexique et qui lui vaut le National Outdoor Book Award for Literature.

### Romans
Le premier roman de Heller, The Dog Stars (La constellation du chien), paraît en 2012. Devenu un bestseller, il est traduit en dix-huit langues.
Son second roman, The Painter (Peindre, pêcher et laisser mourir), est publié en 2014.
Son troisième roman, Céline, est inspiré par sa mère, une « détective iconoclaste ».
En 2019, il publie The River (La Rivière), dont l'intrigue a pour cadre la descente en canoë d'une rivière dans les grands espaces du nord canadien.

## Œuvres

### Récits
- (en) Hell High Water: Surviving Tibet's Tsangpo River, Rodale Books, 2004, 336 p.  (ISBN 978-1579548728)
- (en) The Whale Warriors: The Battle at the Bottom of the World to Save the Planet's Largest Mammals, Free Press, 2007, 304 p.  (ISBN 978-1416532460)
- (en) Kook: What Surfing Taught Me About Love, Life, and Catching the Perfect Wave, Free Press, 336 p.  (ISBN 978-0743294201)

### Romans
- La Constellation du chien, Actes Sud, 2013 ((en) The Dog Stars, Center Point, 2013), trad. Céline Leroy, 336 p.  (ISBN 978-2-330-01938-9)
- Peindre, pêcher et laisser mourir, Actes Sud, 2015 ((en) The Painter, Knopf, 2014), trad. Céline Leroy, 384 p.  (ISBN 978-2-330-05597-4)
- Céline, Actes Sud, 2019 ((en) Celine, 2018), trad. Céline Leroy, 333 p.  (ISBN 978-2-330-11835-8)
- La Rivière, Actes Sud, 2019 ((en) The River, 2019), trad. Céline Leroy, 304 p.  (ISBN 978-2-330-15120-1)
- Le Guide, Actes Sud, 2023 ((en) The Guide, 2021), trad. Céline Leroy, 304 p.  (ISBN 978-2-330-17771-3)
- The Last Ranger (2024)
- Burn (2024)
- La Pommeraie, Actes Sud, 2025 ((en) The Orchard, 2019), trad. Céline Leroy, 257 p.  (ISBN 978-2-330-20359-7)